# 齊詩
《齐诗》，是《诗经》四家之一。汉初齐人辕固所传。《齊詩》亡於曹魏。
西漢汉景帝时立《齊詩》博士，成为官學。辕固在講經上重实用，辕固弟子及其后学夏侯始昌將《齐诗》与阴阳五行之说相结合，以谶纬之学来解《诗》，是為《齐诗》的特点。日後传傳授《齐诗》的有夏侯始昌、后苍、翼奉、萧望之、匡衡等人。《焦氏易林》多引用《齐诗》之学。《齊詩》至曹魏時已佚失。现存的鲁诗、齐诗和韩诗由王先谦集合前人从文献中挑出的三家诗说的残片，着重参考陈乔枞编集的鲁齐韩三家诗，编成《诗三家义集疏》。